# یواس‌اس سیواش (اس‌پی-۱۲)
یواس‌اس سیواش (اس‌پی-۱۲) (به انگلیسی: USS Siwash (SP-12)) یک کشتی بود که طول آن ۷۸ فوت (۲۴ متر) بود. این کشتی در سال ۱۹۱۶ ساخته شد.